# La Voz de El Tigre
La Voz de EL Tigre primenera emisora de radio instalada en la ciudad de El Tigre en el estado  Estado Anzoátegui de Venezuela en el año 1948, desde entonces ha funcionado ininterrumpidamente en Amplitud modulada (AM). Forma parte del  Circuito Unión Radio.

## Historia
Fundada por Carlos Poleo,  inicia sus transmisiones oficialmente el 9 de enero de 1948, pocos años después de la fundación de la ciudad de El Tigre  cuando apenas era un caserío en el auge de la explotación petrolera, fue la primera emisora radial que se instaló en esta ciudad y segunda emisora instalada en el estado Anzoátegui después de radio Barcelona.
El 9 de enero de 1998, el día que la emisora cumplía 50 años, la adquiere el Ing. Rafael Marcano, quien es actualmente su propietario.